# Chinkilá (Tecoh)
Chinkilá es una localidad ubicada en el municipio de Tecoh del estado mexicano de Yucatán. Tiene una altitud promedio de 12 m s. n. m. y se localiza al sur de la ciudad capital del estado, la ciudad de Mérida.

## Toponimia
El nombre (Chinkilá) proviene del idioma maya.

## Hechos históricos
- En 1970 cambia su nombre de Chinkilá a Chinquilá.
- En 1980 cambia a Chinkilá.

## Demografía
Según el censo de 2005 realizado por el INEGI, la población de la localidad era de 298 habitantes, de los cuales 152 eran hombres y 146 eran mujeres.
| 123                         | 124 | 138 | 91 | 142 | 234 | 286 | 294 | 247 | 282 | 241 | 298 |
| (Fuente: INEGI [Consultar]) |     |     |    |     |     |     |     |     |     |     |     |

## Galería

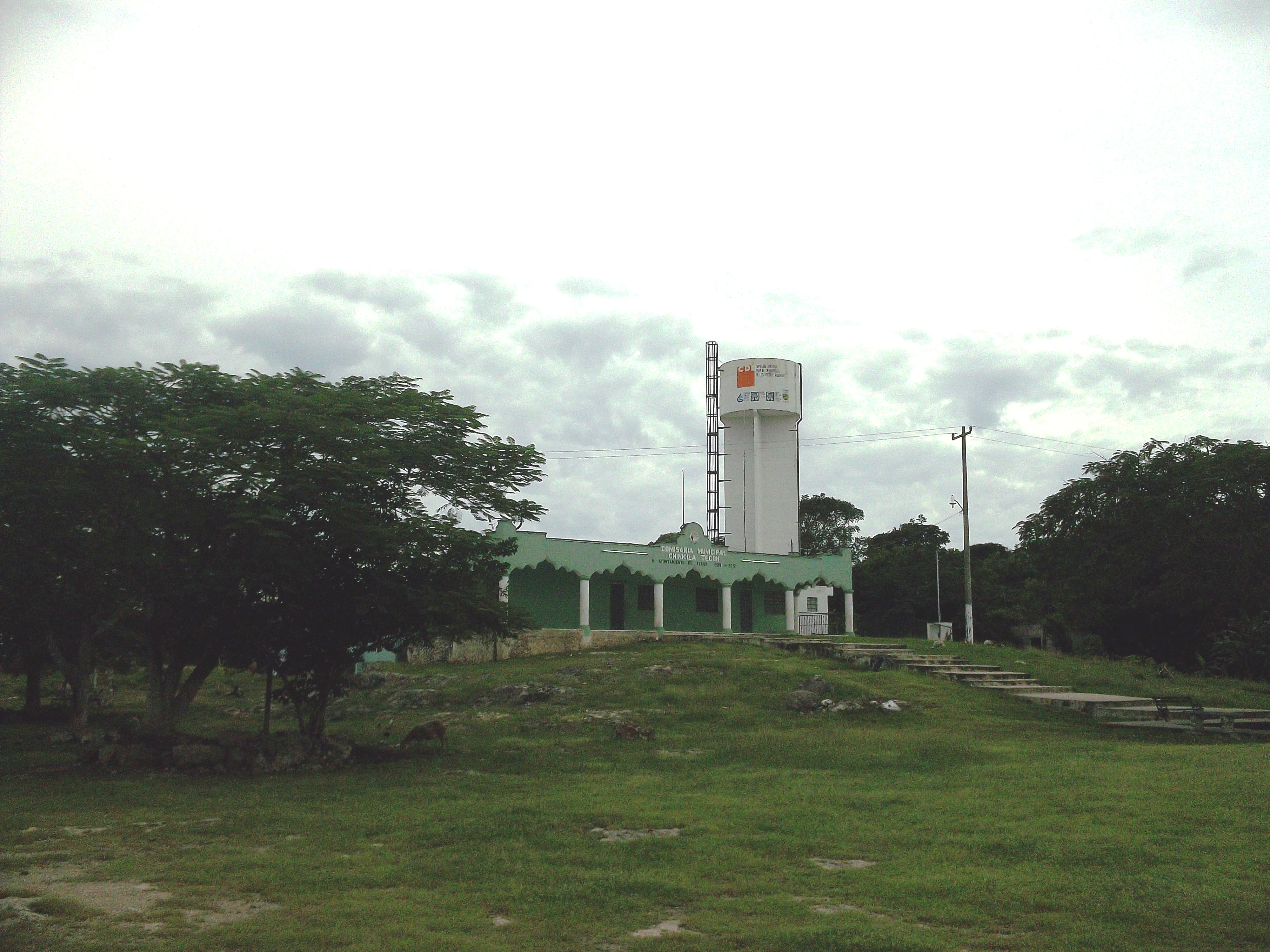
Casa comisarial.
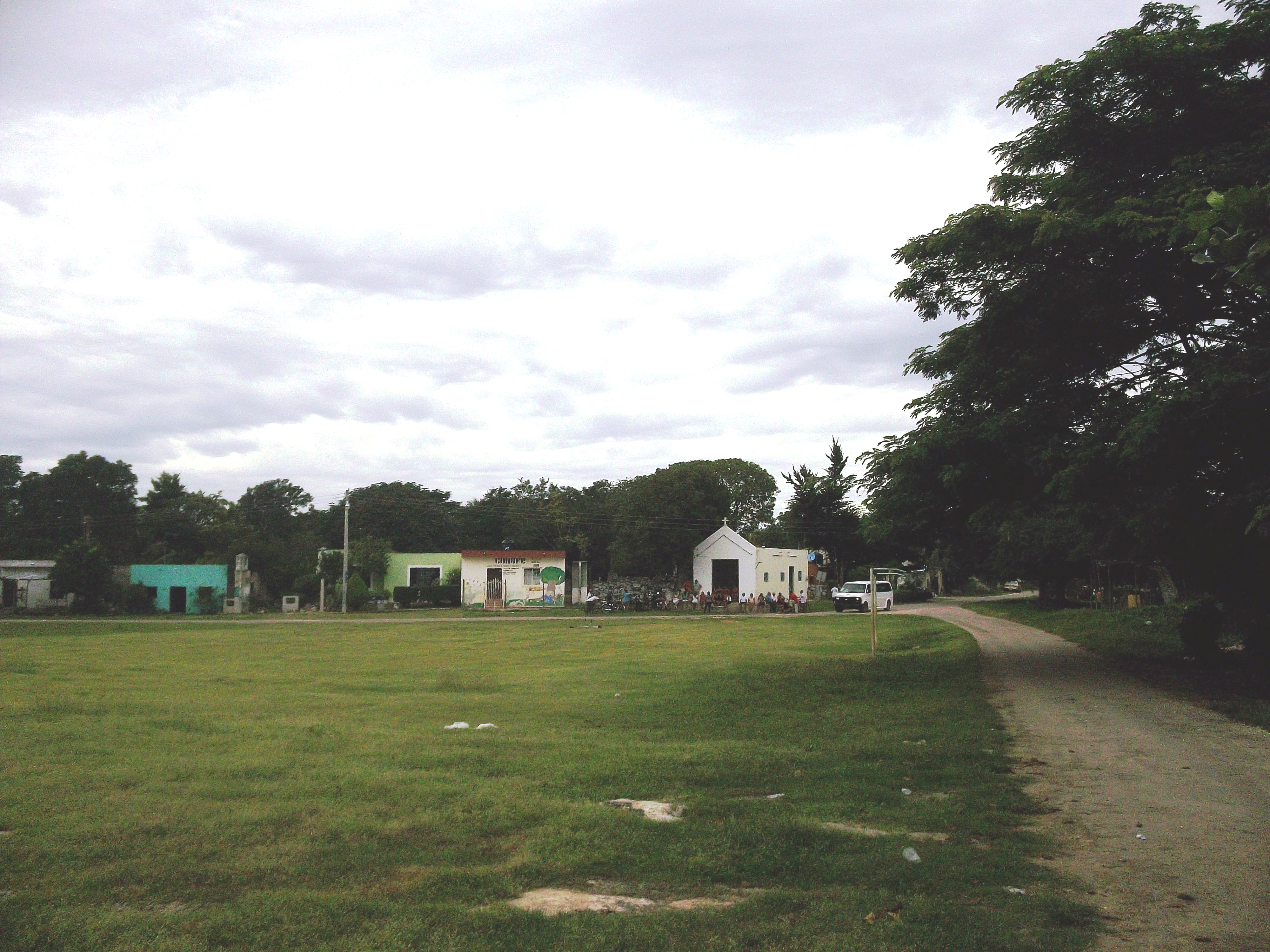
Iglesia.
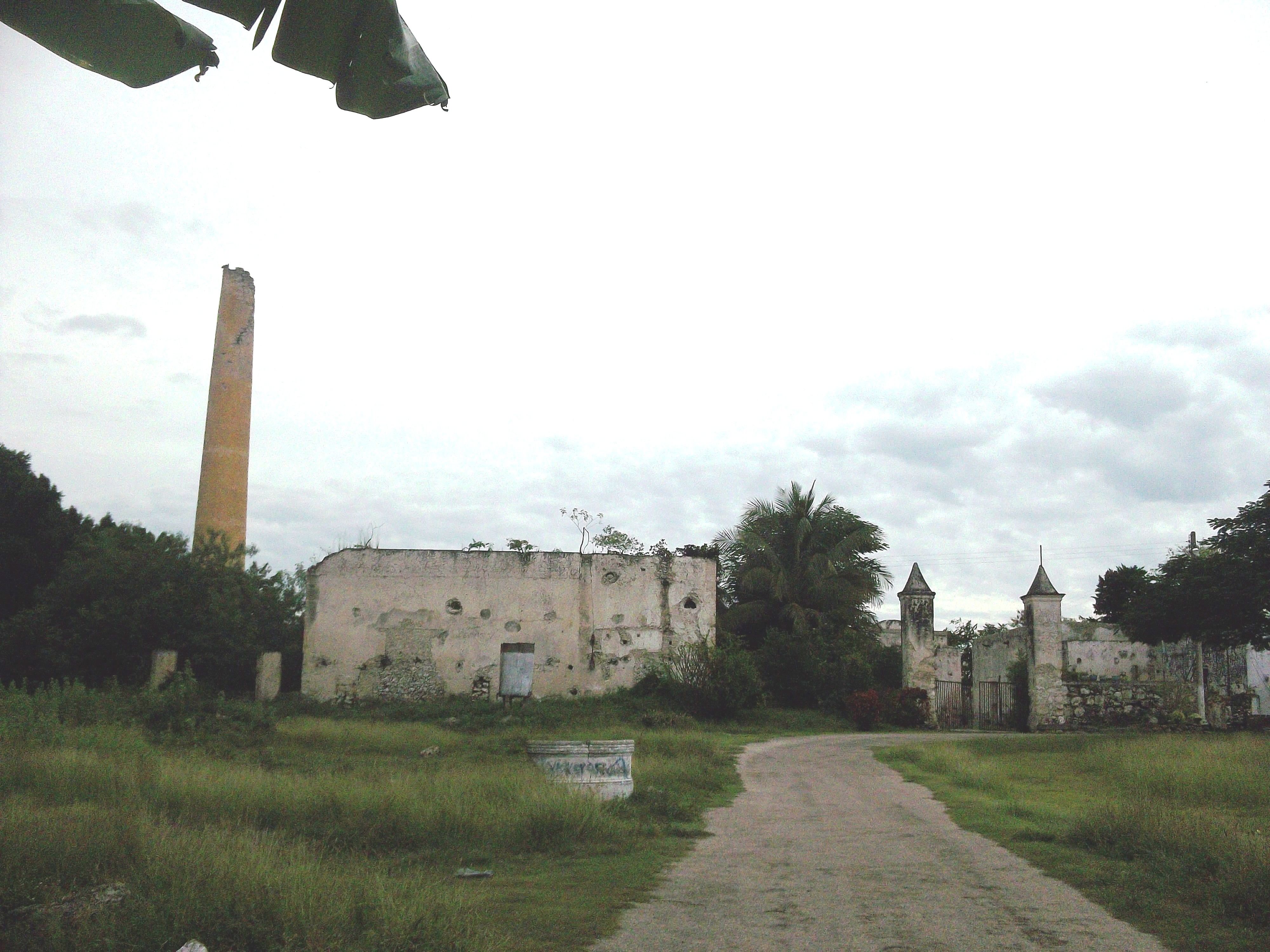
Hacienda.
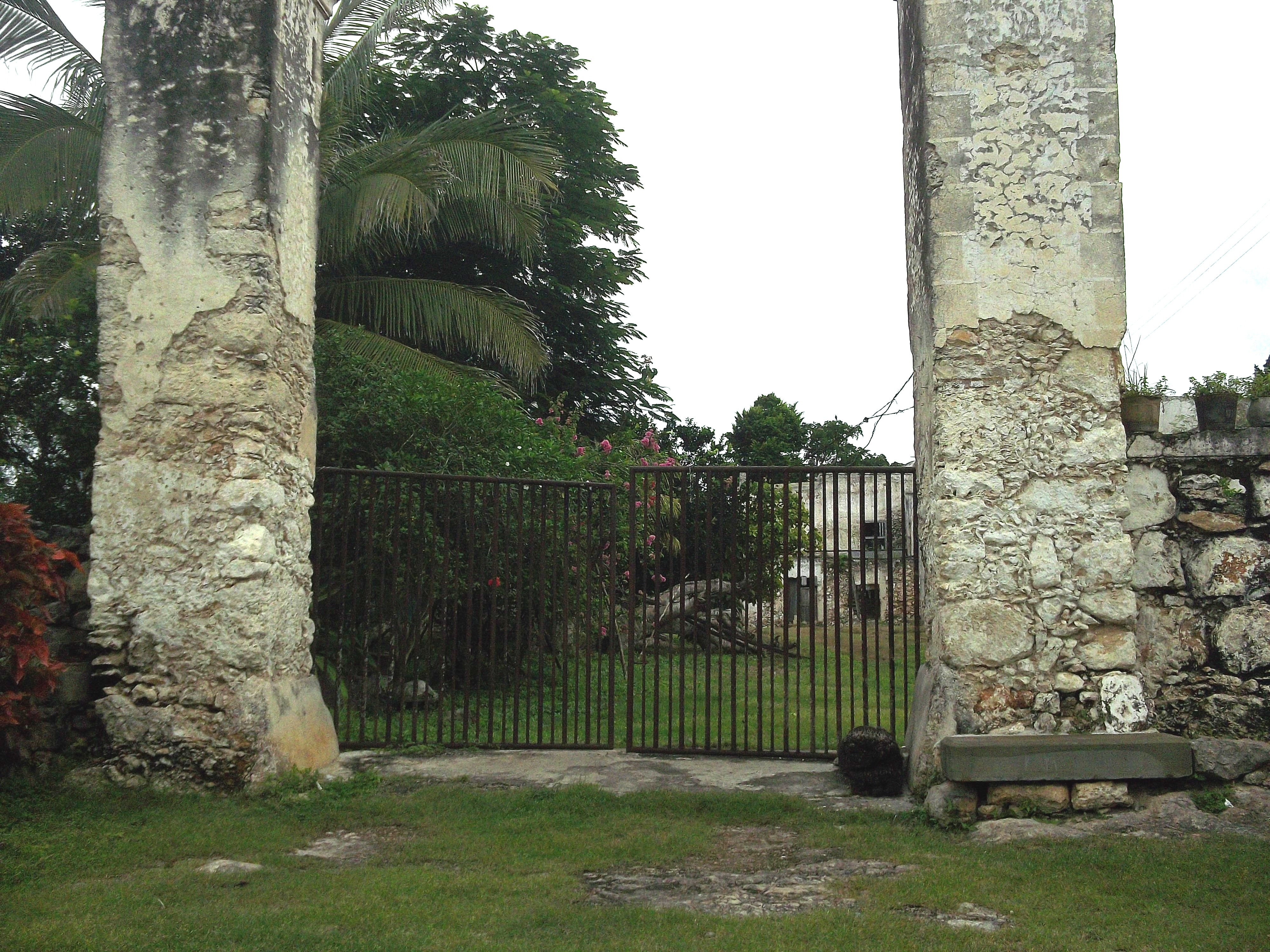
Hacienda.